# Championnats du monde de gymnastique aérobic 1995
Navigation
La Haye 1996
Les 1ers championnats du monde de gymnastique aérobique ont lieu à Paris en France du 16 au 17 décembre 1995.

## Podiums
| Épreuves                    | Or                                                       | Argent                                                                   | Bronze                                              |
| --------------------------- | -------------------------------------------------------- | ------------------------------------------------------------------------ | --------------------------------------------------- |
| Individuel                  |                                                          |                                                                          |                                                     |
| Hommes résultats détaillés  | Mario Luis Americo (BRA)                                 | Alain Courte (FRA)                                                       | Kwang-Soo Park (KOR)                                |
| Femmes résultats détaillés  | Carmen Valderas Munoz (ESP)                              | Patsy Tierney (AUS)                                                      | Isamara Secati (BRA)                                |
| Groupes                     |                                                          |                                                                          |                                                     |
| Couples résultats détaillés | Brésil Pedro Faccio Erica Faccio                         | Russie Tatiana Soloviova Vladislav Oskner                                | Corée du Sud Won-Sil Choi Ye-Im Song                |
| Trio résultats détaillés    | Brésil Ruy Faria Amadei Gilberto Faria Lopes Ary Marques | Roumanie Andrei Nezezon Claudiu Catalin Varlam Claudiu Cristian Moldovan | Hongrie Attila Katus Tamas Katus Romeo Szentgyorgyi |

## Tableau des médailles
| Rang  | Nation       | Or | Argent | Bronze | Total |
| ----- | ------------ | -- | ------ | ------ | ----- |
| 1     | Brésil       | 3  | 0      | 1      | 4     |
| 2     | Espagne      | 1  | 0      | 0      | 1     |
| 3     | Australie    | 0  | 1      | 0      | 1     |
| 3     | France       | 0  | 1      | 0      | 1     |
| 3     | Roumanie     | 0  | 1      | 0      | 1     |
| 3     | Russie       | 0  | 1      | 0      | 1     |
| 7     | Corée du Sud | 0  | 0      | 2      | 2     |
| 8     | Hongrie      | 0  | 0      | 1      | 1     |
| TOTAL |              |    |        |        |       |